# اکاترینا کاترستن
اکاترینا کاترستن (بلاروسی: Кацярына Карстэн؛ زادهٔ ۲ ژوئن ۱۹۷۲) قایقران روئینگ اهل اتحاد جماهیر شوروی سوسیالیستی و بلاروس بود.